# Lubstówek (województwo wielkopolskie)
Lubstówek – wieś sołecka w Polsce położona w województwie wielkopolskim, w powiecie konińskim, w gminie Sompolno, nad południowo-zachodnim brzegiem jeziora Lubstowskiego. Na północ od wsi, na zachodnim krańcu tego jeziora początek bierze Kanał Grójecki. 
Wieś po raz pierwszy była wzmiankowana w roku 1520. Była własnością szlachecką. W latach 1975–1998 miejscowość administracyjnie należała do województwa konińskiego. Według danych z roku 2009 miejscowość liczyła 273 mieszkańców.

## Zabytki i turystyka
W Lubstówku znajduje się zabytkowy jednonawowy kościół pw. św. Mateusza Apostoła z 1639 roku o konstrukcji zrębowej. We wsi położony jest zabytek archeologiczny, późnośredniowieczny gródek stożkowaty o wysokości 7 metrów i średnicy 25 metrów. W gminnej ewidencji zabytków ujęte są także: drewniano-murowane ogrodzenie przy kościele św. Mateusza z ok. połowy XVII wieku, cmentarz i kaplica cmentarna z XIX wieku oraz murowana kapliczka z przełomu XIX i XX wieku.
Przez miejscowość przebiega niebieski szlak rowerowy Ślesin - Lubstów - Ślesin.